# Kepler-62c
Kepler-62c (також відома під позначенням Kepler Object of Interest KOI-701.05) — екзопланета розміром приблизно з Марс, виявлена на орбіті навколо зірки Kepler-62, друга за віддаленістю від зірки з п'яти планет, відкритих NASA космічним кораблем Kepler навколо зорі Kepler-62. На момент відкриття це була друга за розміром екзопланета, відкрита та підтверджена космічним кораблем Кеплер, після Kepler-37 b. Була знайдена за допомогою транзитного методу, в якому вимірюється затемнення, яке викликає планета, коли вона перетинає свою зірку. Має зоряний потік який у 25 ± 3 рази перевищує земний. Схожа на Меркурій.